# Giacôbê, con của Zêbêđê
Giacôbê, con của Zêbêđê (tiếng Aramaic: Yaʕqov, tiếng Hy Lạp: Ιάκωβος, mất năm 44) là một trong Mười hai sứ đồ của Chúa Giêsu. Ông là con của Zêbêđê và Salômê, trong tiếng Anh là James the Elder, tức là Giacôbê Lớn hay được gọi là Giacôbê Tiền để phân biệt với Giacôbê, con của Anphê (thường được coi là Giacôbê Hậu). Giacôbê Tiền là thánh quan thầy của Tây Ban Nha.

## Thân thế
Thánh Giacôbê Tông Đồ hay cũng còn được gọi là Thánh Giacôbê Tiền, sinh vào khoảng đầu thế kỷ thứ nhất tại vùng duyên hải Gennesaret thuộc miền Gailea, tức Jam Kinneret, Israel ngày nay. Thánh Nhân là con trai của viên ngư phủ tên là Giêbêđê, và là anh trai của Thánh Gioan Tông Đồ, cả hai đều nằm trong số 4 Tông Đồ được Chúa Giêsu kêu gọi đầu tiên. Thân mẫu của các Ngài là bà Salome.

## Ơn gọi
Thánh Giacôbê là anh của Thánh Gioan Thánh Sử. Cả hai được Đức Giêsu mời gọi khi họ đang trên thuyền đánh cá, làm việc với người cha ở biển Galilê. Trước đó, Đức Giêsu đã gọi một đôi anh em khác cũng từ một hoàn cảnh tương tự, đó là Phêrô và Anrê "Đi xa hơn một chút, Người thấy ông Giacôbê, con ông Zêbêđê, và người em là ông Gioan. Hai ông đang vá lưới ở trong thuyền. Người liền gọi các ông. Và các ông bỏ cha mình là ông Zêbêđê ở lại trên thuyền với những người làm công, mà đi theo Người" (Mc 1:19-20).
Thánh Giacôbê là một trong ba người được chứng kiến Chúa Giêsu biến hình trên núi Tabor, thấy Chúa Giêsu chữa con gái ông Giairô sống lại, và ở bên Chúa Giêsu khi Ngài hấp hối trong vườn Gếtsimani. Tuy nhiên, có lần Thánh Giacôbê và Thánh Gioan đã muốn lửa thiêu hủy một thành phố ngoại giáo, và rồi hai anh em đã bị Chúa Giêsu quở trách (Lc 9:51-55).
Vì lòng nhiệt tình hăng hái của hai vị Tông Đồ này, nên Chúa Giêsu đã đặt cho các Ngài một biệt danh là Con Của Sấm Sét (Mc 3:17). Bên cạnh Thánh Gioan – em của Ngài và Thánh Phêrô, Thánh Giacôbê được liệt vào số ba vị Tông Đồ được Chúa Giêsu ưu ái cách riêng.

## Tử đạo
Khi hoạt động tại Giêrusalem, Thánh Giacôbê đã bị vua Hêrôđê Agrippa I tống ngục và hành quyết vào năm 43 (có tài liệu nói vào năm 44), (Hêrôđê được người Rô-ma đặt làm vua của người Do Thái vào năm 41, và trở thành người kế vị thứ ba của Phongxiô Philatô).
Truyền thuyết kể lại rằng, Thánh Giacôbê đã khống chế viên phù thủy có tên là Hermogenes, đã giải thoát ông ta khỏi sự kìm kẹp của ma quỷ và sau đó ném tất cả các sách phù thủy của ông ta xuống biển. Trên đường đi tới nơi hành hình, Thánh Giacôbê đã chữa lành cho một người bị bại liệt, và đã xin viên đao phủ một chai nước để Ngài làm Phép Rửa cho Josias, tức viên lính – theo lệnh của cấp trên – đã trói Thánh Giacôbê bằng dây thừng, nhưng đã trở lại ngay tại nơi Thánh Nhân bị hành hình. Và rồi, ngay sau đó, chính Josias cũng bị chém đầu cùng với Thánh Giacôbê.
Tại Giêrusalem có một Ngôi thánh Đường kính Thánh Giacôbê được cho là tọa lạc ngay tại nơi Thánh Nhân được phúc Tử Đạo. Vào năm 70, các Thánh Cốt của Ngài được chuyển đến Đan Viện Thánh Giacôbê nằm trên núi Horeb trong sa mạc Sinai, và ngày nay, Đan Viện này được đổi tên thành Đan Viện Thánh Catharina.
Thánh Giacôbê là vị tử đạo duy nhất được ghi lại trong Tân Ước. Vì thế, ngài được coi là người đầu tiên trong Nhóm Mười Hai đã chịu tử đạo vì đức tin. Giáo hội phương Tây mừng kính Ngài từ thế kỷ thứ VIII. Các Giáo hội theo nghi lễ Copte và Byzantin thì mừng lễ Ngài sớm hơn, vào một ngày gần Lễ Phục Sinh.

## Thánh Quan Thầy của Tây Ban Nha
Từ thế kỷ IX, việc tôn kính Thánh Giacôbê đã lan rộng ở Tây Ban Nha, người ta đã tôn kính mộ của Người tại Compostela (Galicie),khiến nơi đây thành một trong các trung tâm hành hương lớn thời Trung Cổ, sau Jérusalem và Roma. Một truyền tuyết thế kỷ XII kể trong Công vụ Thánh Giacôbê cho rằng ngài đã giảng đạo cho Tây Ban Nha, Bồ Đào Nha. Vậy nên Thánh Giacôbê trở thành Thánh bảo vệ nước Tây Ban Nha trong cuộc chiến đấu bảo vệ đức tin, giải phóng khỏi tay người Maures. Việc tôn kính Người lan khắp Châu Âu, sang đến Châu Mỹ La Tinh, tại đây nhiều thành phố mang tên Người, như Santiago ở Chilê, Cuba hay del Estero (Argentina).

## Lễ kính
Trước đây tại vùng Trung Âu, vào ngày Lễ Kính Thánh Giacôbê, các nông dân thường mang những trái táo đầu mùa tới nhà thờ để được làm phép, và thường thì ngày này là một ngày hội chợ. Người ta thường trình bày Thánh Giacôbê như là một thương gia bán hàng với giá phải chăng trong các ngày hội chợ diễn ra.
Cả Giáo hội Công giáo lẫn Giáo hội Tin lành đều mừng kính Thánh Giacôbê vào ngày 25 tháng 7. Riêng Giáo hội Chính thống thì mừng kính Ngài vào ngày 30 tháng 4.